# تپه گورستان مهتر کلاته
تپه قبرستان مهتر کلاته مربوط به پیش‌از تاریخ-هزاره۱- دوران‌های تاریخی پس از اسلام است و در شهرستان کردکوی، بخش مرکزی، روستای مهتر کلاته واقع شده و این اثر در تاریخ ۱۰ بهمن ۱۳۸۳ با شمارهٔ ثبت ۱۱۳۱۶ به‌عنوان یکی از آثار ملی ایران به ثبت رسیده است.